# ヤシ医科薬科大学
ヤシ医科薬科大学（ヤシいかやっかだいがく、ルーマニア語: Universitatea de Medicină şi Farmacie „Grigore T. Popa” din Iaşi、英語: ‘Grigore T. Popa’ University of Medicine and Pharmacy Iasi）は、ルーマニアのヤシにある公立大学である。略称はUMF Iasiである。  
1879年に設立されたヤシ医学薬学大学は、ルーマニアで最も古い高等教育機関の一つであり、926人の教師の教員を擁し、ルーマニア語、英語、フランス語での授業を提供し、１万人を超える学生を抱えている、欧州連合の中でも屈指の医学校である。  
この大学の名前は、神経内分泌学の分野で国際的に有名な科学者であり、機能解剖学・発生学部門の責任者であったグリゴレ・T・ポパにちなんでいる。彼の研究により、下垂体ポートシステムが発見された。
The Times Higher Education World University Rankings 2017-2018には、ルーマニアの医学教育大学として唯一ランクインしている。
2011年にはルーマニアの第一カテゴリーである先進的な研究・教育大学にランクインしている。教育省により、「高度研究教育大学」として分類されている。

## カンファレンス
ヤシ医科大学は、学年度を通じてさまざまな会議を開催している。
Congressis は医学生と若手医師の会議 (4 月に開催) で、基礎科学、外科、内科、生命倫理に焦点を当ており、これはルーマニアで最も人気のある会議の 1 つであり、全国で開催されるすべての医学生会議の中で最大の参加者数を誇っている。
議会の公用語は英語である。

## 概観
モルダヴィア最古かつ、ルーマニア最大の総合大学の一つである。

## 沿革

### 年表
- 1859年 - 起源となるヤシ外科医学校が設置される。

- 1879年9月30日 - ヤシ大学に医学部として吸収される。

- 1948年 - 学部が分離され、現在のヤシ医科薬科大学として独立する。
- 1991年 - 大学名にグリゴーレ・Ｔ・ポパの名称を冠される。
- 2020年12月24日 - 世界医学教育連盟（WFME）の認定を受ける[1]。

## 国際評価

### 国際認証[2][3]
- 世界医学教育連盟（WFME）
- 欧州高等教育質保証機関登録簿（EQAR）
- 欧州高等教育質保証協会（ENQA）

## 附属病院
- 聖スピリドン病院
- 聖マリアクリニックこども病院
- 地域腫瘍学研究所
- 心血管疾患研究所
- ソコラ精神大学病院
- パルホン病院
- CFR病院
- 脳神経外科病院

## 教育および研究

### 組織
学部
- 医学部
  - 医学科（6年制、医師養成課程）[4][5]
  - 総合看護学科（4年制、看護師養成課程）
  - 栄養学科（3年制、栄養士養成学科）
- 歯学部
  - 歯学科（6年制、歯科医師養成課程）[4][5]
  - 歯科技工学科（3年制、歯科技工士養成課程）
  - 予防歯科補助学科（3年制）
- 薬学部
  - 薬学科（5年制、薬剤師養成課程）[4][6]
  - 医療用化粧品製造科学科（3年制）
- 医用生体工学部
  - 生物工学科（4年制）
  - 理学療法学科（3年制）[6]

#### 研究科
- 医用生体工学研究科[6]（2年制、修士課程）
- 医用生物工学先端生体材料研究科（2年制、修士課程）
- 生物工学リハビリテーション研究科（2年制、修士課程）
- 他博士課程

### 付属機関
大学院教育を通じた継続的なトレーニングには、約5000人の修士課程の学生、博士課程の学生、および居住者が含まれる。
大学には中央図書館があり、470,000冊以上の医学書にアクセスできる。各医療分野の専門図書館、読書室がある。
大学臨床と臨床研究は、55の大学臨床病院と12つの大学ポリクリニックで組織された2の専門クリニックで行われている。

## 対外関係
交流協定校
- ドイツ
  - アルベルト・ルートヴィヒ大学フライブルク
- フランス
  - アミアン大学
  - ナンシー大学
  - ルーヴァン大学
  - リヨン大学
  - ピカルディ・ジュール・ヴェルヌ大学
  - ロレーヌ大学
- ベルギー
  - ルーヴァン・カトリック大学
- イタリア
  - トリノ大学
  - パルマ大学

## 画像

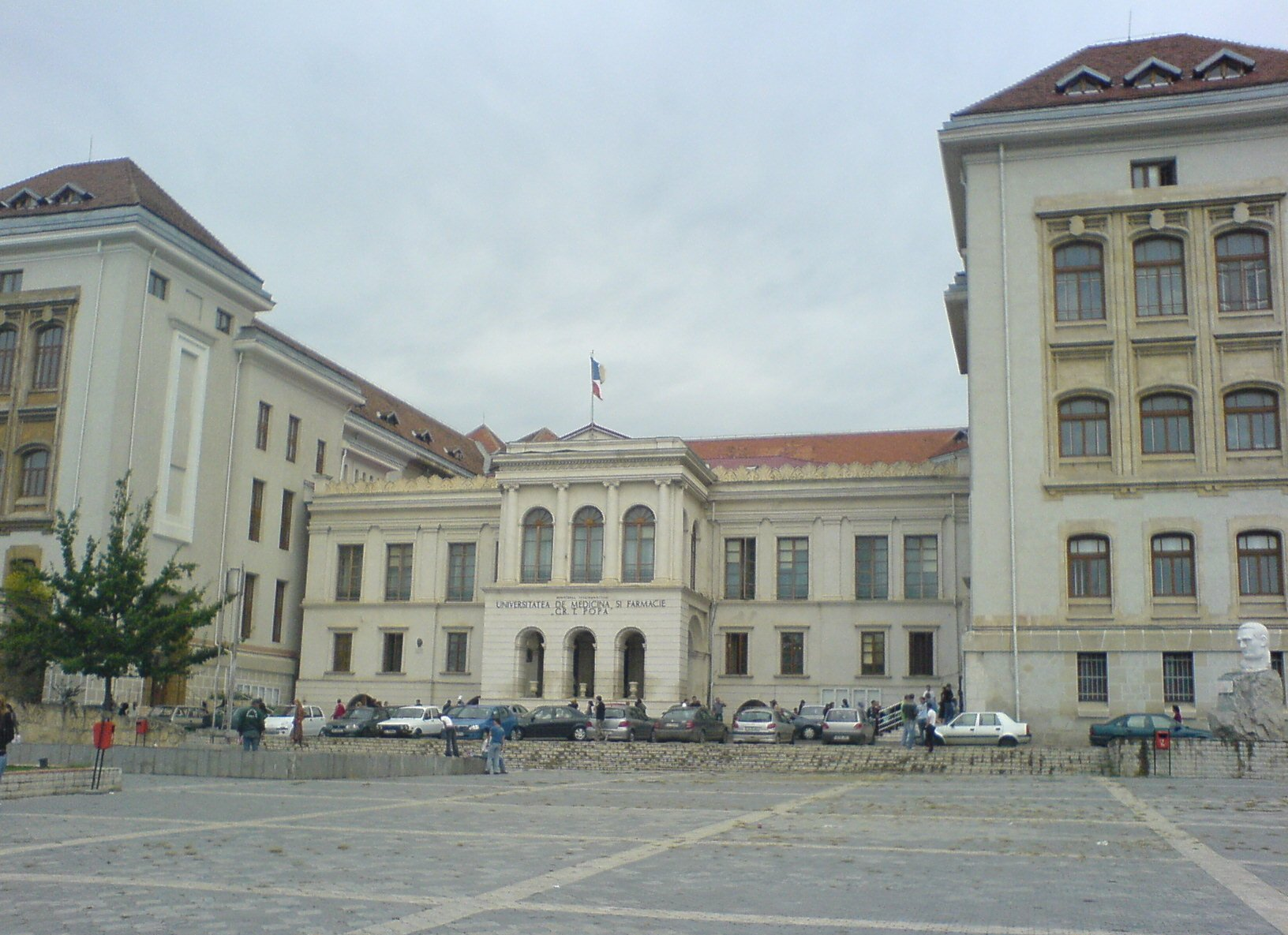
A地区